# Roger Vella
Roger Vella (15 gennaio 1905 – ...) è stato un pallanuotista maltese.
Ha fatto parte di Malta, che ha partecipato ai Giochi di Amsterdam 1928, dove ha giocato tre partite, rispettivamente contro Lussemburgo, Francia e Stati Uniti, mettendo a segno un gol.